# Naidăș

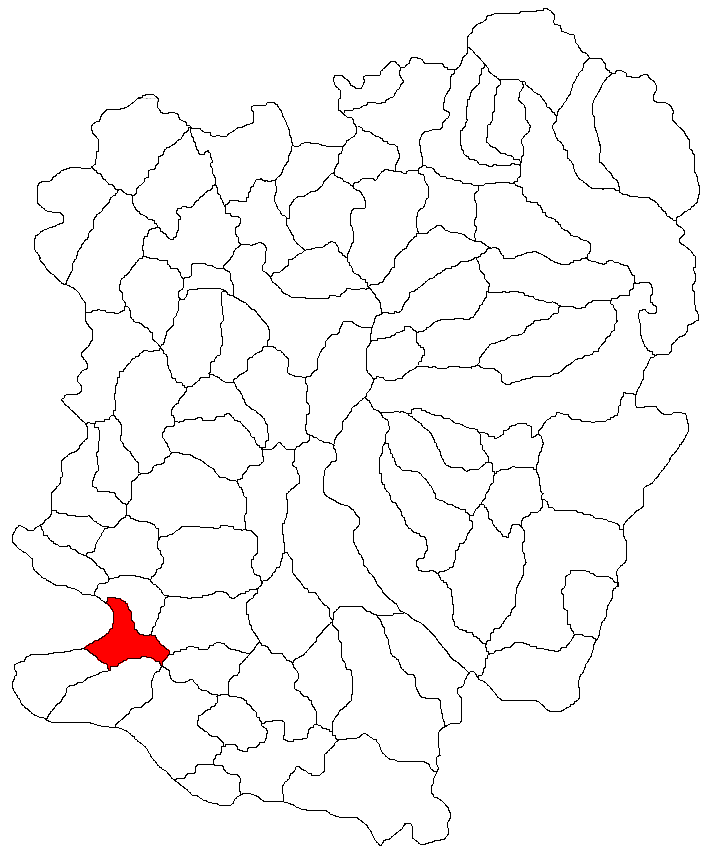
Lage der Gemeinde Naidăș im Kreis Caraș-Severin

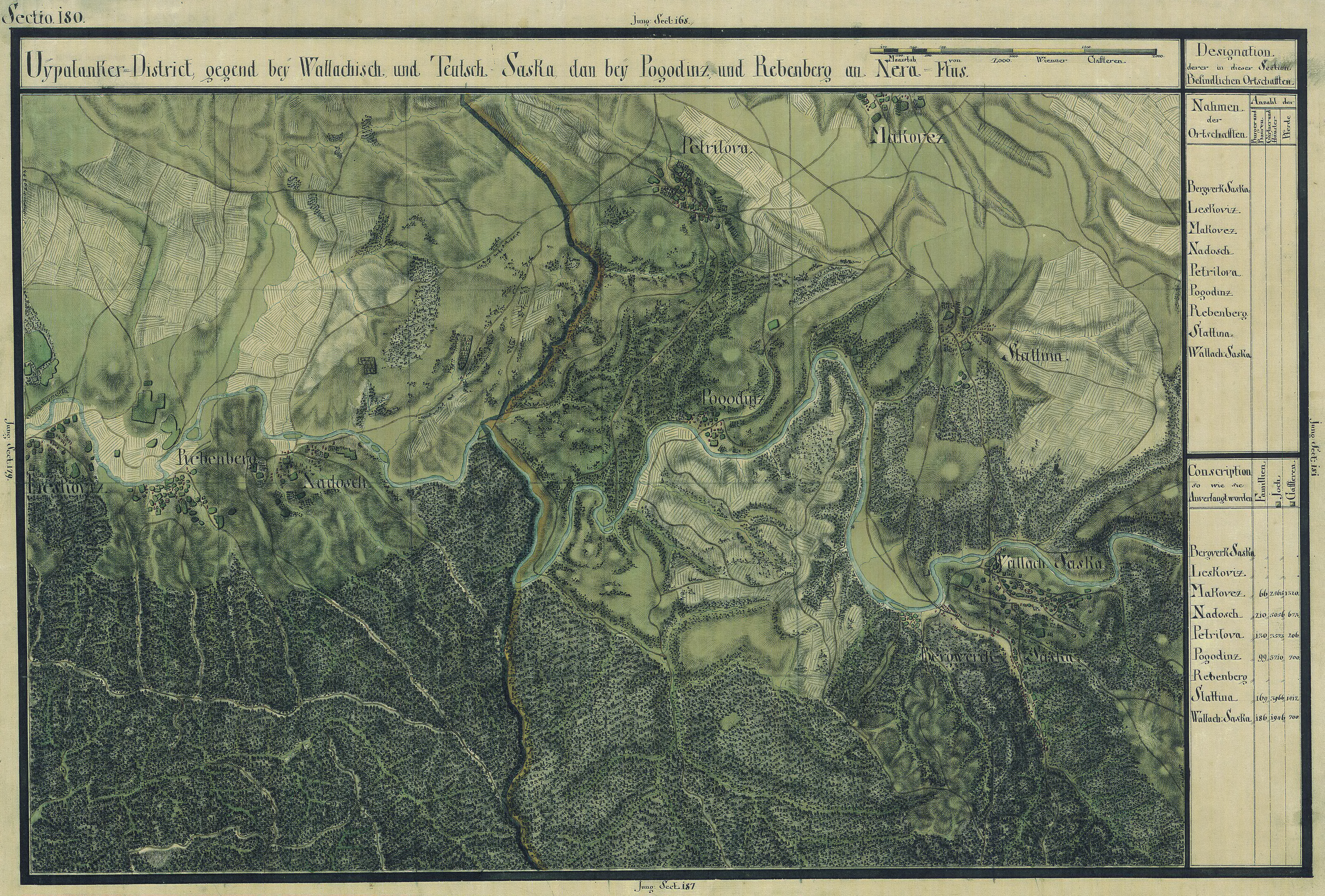
Naidăș auf der Josephinischen Landaufnahme

Naidăș (deutsch Nadasch oder Nadosch, ungarisch Néranádas) ist eine Gemeinde im Kreis Caraș-Severin in der Region Banat im Südwesten Rumäniens. Zu der Gemeinde Naidăș gehört auch das Dorf Lescovița.

## Geografische Lage
Naidăş liegt im Südwesten des Kreises Caraș-Severin, am Fuße des Locva-Gebirges.

## Nachbarorte
| Rusova Nouă     | Nicolinț                                    | Ciuchici      |
| Kusić (Serbien) | Kompassrose, die auf Nachbargemeinden zeigt | Sasca Montană |
| Lescovița       | Radimna                                     | Cărbunari     |

## Geschichte
Eine erste urkundliche Erwähnung stammt aus dem Jahr 1378.
Auf der Josephinischen Landaufnahme von 1717 ist Nodosch eingetragen. Nach dem Frieden von Passarowitz (1718) war die Ortschaft Teil der Habsburger Krondomäne Temescher Banat.
Naidăș war schon früh von Rumänen (Walachen) und Serben (Illyrer) bewohnt und gehörte zum Walachisch-Illyrischen Grenzinfanterie-Regiment Nr. 13 der Banater Militärgrenze bis zu deren Auflösung im Jahr 1873, um dann dem Königreich Ungarn innerhalb der Doppelmonarchie Österreich-Ungarn angegliedert zu werden.
Der Vertrag von Trianon am 4. Juni 1920 hatte die Dreiteilung des Banats zur Folge, wodurch Naidăș an das Königreich Rumänien fiel. In der Zwischenkriegszeit gehörte Naidăș zu dem Bezirk Răcășdia, Kreis Caraș.
Heute befindet sich bei Naidăș ein Grenzübergang nach Serbien für den Personen- und Warenverkehr. 2011 erlangte der Grenzübergang traurige Berühmtheit, als 55 Grenzpolizisten und Zöllner wegen illegalen Zigarettenschmuggels verhaftet wurden.

## Bevölkerungsentwicklung
| 1880 | 3406 | 2582 | –  | 5  | 819             |
| 1910 | 3827 | 3045 | 32 | 12 | 738             |
| 1930 | 3393 | 2762 | 11 | 6  | 614             |
| 1977 | 1646 | 1604 | –  | –  | 42              |
| 2002 | 1314 | 1267 | 2  | 4  | 41              |
| 2021 | 944  | 759  | 2  | 3  | 107 (73 andere) |